# Социальный институт
Социа́льный, или обще́ственный институ́т — система взаимосвязанных норм, которые опираются на коллективно разделяемые ценности, свойственные тому или иному обществу или той или иной социальной группе, и обобщаются как способы действия, мышления и чувствования. Социальные институты выстраиваются на основе норм и социальных ожиданий, порождают практики социальной жизни. Представление о социальных институтах связано с понятием социальной структуры и социально организованной деятельностью людей.
Институтами являются, например, частная собственность, демократия, гражданство, брак, договор, семья и т. д. Институты определяют социальные роли, изменения в социальных институтах рассматриваются как главный критерий социальных изменений. Существует мнение, что характер общественных институтов, существующих в той или иной стране, определяет успех или провал развития данной страны в долгосрочной перспективе (см. ниже).

## История термина
Считается, что впервые употребил термин «институт» в социальных науках Джамбаттиста Вико (1668—1744) — итальянский философ и историк, предшественник современной социологии. В 1693 г. он написал несколько работ о гражданских институтах. В социологической литературе понятие «институт» стало использоваться со времени становления социологии как науки, а свою родословную институциональный подход ведёт от основоположников социологии — Огюста Конта и Герберта Спенсера. Представляя в социальной статике общество как социальный организм, О. Конт в качестве её важнейших органов называет такие как семья, кооперация, церковь, право, государство. Своё продолжение институциональный подход к исследованию общественных явлений получил в трудах Г. Спенсера. В своей работе «Основные начала» (1860—1863 гг.) он особо подчёркивает, что «в государстве, как и в живом теле, неизбежно возникает регулирующая система… При формировании более прочного сообщества появляются высшие центры регулирования и подчинённые центры». Хотя в этих работах отсутствует определение социального института, они рассматривают жизнь общества сквозь призму особых форм социальной организации, которые в дальнейшем были названы социальными институтами. Все же введение термина «социальный институт» в научный оборот по праву принадлежит К. Марксу. В своём письме к русскому литератору Павлу Васильевичу Анненкову от 28 декабря 1846 года К. Маркс отмечал, что «общественные институты являются продуктами исторического развития». Но ещё раньше, в своей работе «К критике гегелевской философии права» (1844) он заявлял, что для него такие общественные институты как семья, государство, гражданское общество не пустые абстракции, а «социальные формы существования человека». Рассмотрение социальных институтов в функциональном ключе также продолжил Э. Дюркгейм. Одним из первых дал развёрнутое определение социального института американский социолог и экономист Т. Веблен.

## Виды социальных институтов
- Потребность в безопасности и порядке (государство). См. Политический институт.
- Потребность в добывании средств существования (производство).
- Потребность в получении знаний, социализации подрастающего поколения (институты народного образования).
- Потребности в решении духовных проблем (институт религии).

## Основные сведения
Будучи заимствованным из юриспруденции, в социологии понятие «институт» трактуется более широко, чем просто «учреждения», «законы», поскольку оно не всегда предполагает наличие чётко выраженной структуры и кодифицированных правил поведения членов института. Социальные институты часто являются организациями, многие из них есть системы организации. Тем не менее, некоторые институты не являются организациями или системами организации, и не требуют организации.
Особенности его словоупотребления осложняются ещё тем обстоятельством, что в английском языке традиционно под институтом понимается любая устоявшаяся практика людей, обладающая признаком самовоспроизводимости. В таком широком, не узкоспециальном, значении институтом может быть обычная человеческая очередь или английский язык как многовековая социальная практика.
Словосочетание «социальный институт» употребляется в самых разнообразных значениях. Говорят об институте семьи, институте образования, институте здравоохранения, институте государственной власти, институте парламентаризма, институте частной собственности, институте религии и так далее.
Поэтому в русском языке нередко социальному институту даётся другое название — институция (от лат. institutio «обычай, наставление, указание, порядок»), понимая под ней совокупность общественных обычаев, воплощение определённых привычек поведения, образа мыслей и жизни, передаваемых из поколения в поколение, меняющихся в зависимости от обстоятельств и служащих орудием приспособления к ним, а под институтом — закрепление обычаев и порядков в виде закона или учреждения. Термин социальный институт вобрал в себя как институцию (обычаи), так и собственно институт (учреждения, законы), так как объединил в себе как формальные, так и неформальные «правила игры».
Социальный институт — это механизм, обеспечивающий набор постоянно повторяющихся и воспроизводящихся социальных отношений и социальных практик людей (например: институт брака, институт семьи). Э. Дюркгейм образно называл социальные институты «фабриками воспроизводства общественных отношений». Эти механизмы опираются как на кодифицированные своды законов, так и на нетематизированные правила (неформализованные «скрытые», обнаруживающиеся при их нарушении), социальные нормы, ценности и идеалы, исторически присущие тому или иному обществу. По мнению авторов российского учебника для ВУЗов, «это наиболее крепкие, могучие канаты, которые в решающей степени предопределяют жизнеспособность [социальной системы]».
С другой стороны, ряд современных исследователей обращает внимание на существенные и принципиальные различия социальных институтов у разных народов. При этом, по мнению этих авторов, характер социальных институтов может определять как успех, так и провал в развитии того или иного общества. Совокупность социальных институтов образует «институциональную матрицу» данного общества, задающую в нём основной ход всей социальной жизни.

## Сферы жизнедеятельности общества
Различают ряд сфер жизнедеятельности общества, в каждой из которых формируются специфические общественные институты и социальные отношения:
- Экономическая — отношения в процессе производства (производство, распределение, обмен, потребление материальных благ). Институты, относящиеся к экономической сфере: частная собственность, материальное производство, рынок и др.
- Социальная — отношения между различными социальными и возрастными группами; деятельность по обеспечению социальной гарантии. Институты, относящиеся к социальной сфере: воспитание, семья, здравоохранение, социальное обеспечение, досуг и др.
- Политическая — отношения между гражданским обществом и государством, между государством и политическими партиями, а также между государствами. Институты, относящиеся к политической сфере: государство, право, парламент, правительство, судебная система, политические партии, армия и др.
- Духовная — отношения, возникающие в процессе формирования духовных ценностей, их сохранения, распространения, потребления, а также передачи следующим поколениям. Институты, относящиеся к духовной сфере: религия, образование, наука, искусство и др.

## Институционализация
Первое, чаще всего употребляемое значение термина «социальный институт» связано с характеристикой всякого рода упорядочения, формализации и стандартизации общественных связей и отношений. А сам процесс упорядочения, формализации и стандартизации называется институционализацией.
Процесс институционализации, то есть образования социального института, состоит из нескольких последовательных этапов:
1. возникновение потребности, удовлетворение которой требует совместных организованных действий;
2. формирование общих целей;
3. появление социальных норм и правил в ходе стихийного социального взаимодействия, осуществляемого методом проб и ошибок;
4. появление процедур, связанных с нормами и правилами;
5. институционализация норм и правил, процедур, то есть их принятие, практическое применение;
6. установление системы санкций для поддержания норм и правил, дифференцированность их применения в отдельных случаях;
7. создание системы статусов и ролей, охватывающих всех без исключения членов института;

Итак, финалом процесса институционализации можно считать создание в соответствии с нормами и правилами чёткой статусно-ролевой структуры, социально одобренной большинством участников этого социального процесса.
Процесс институционализации, таким образом, включает в себя ряд моментов.
- Одним из необходимых условий появления социальных институтов служит соответствующая социальная потребность. Институты призваны организовывать совместную деятельность людей в целях удовлетворения тех или иных социальных потребностей. Так институт семьи удовлетворяет потребность в воспроизводстве человеческого рода и воспитании детей, реализует отношения между полами, поколениями и так далее. Институт высшего образования обеспечивает подготовку рабочей силы, даёт возможность человеку развить свои способности для того, чтобы реализовать их в последующей деятельности и обеспечивать своё существование, и так далее. Возникновение определённых общественных потребностей, а также условия для их удовлетворения являются первыми необходимыми моментами институционализации.
- Социальный институт образуется на основе социальных связей, взаимодействия и отношений конкретных индивидов, социальных групп и общностей. Но он, как и другие социальные системы, не может быть сведён к сумме этих лиц и их взаимодействий. Социальные институты носят надындивидуальный характер, обладают своим собственным системным качеством. Следовательно, социальный институт представляет собой самостоятельное общественное образование, которое имеет свою логику развития. С этой точки зрения социальные институты могут быть рассмотрены как организованные социальные системы, характеризующиеся устойчивостью структуры, интегрированностью их элементов и определённой изменчивостью их функций.

Прежде всего, речь идёт о системе ценностей, норм, идеалов, а также образцов деятельности и поведения людей и других элементов социокультурного процесса. Эта система гарантирует сходное поведение людей, согласовывает и направляет в русло их определённые стремления, устанавливает способы удовлетворения их потребностей, разрешает конфликты, возникающие в процессе повседневной жизни, обеспечивает состояние равновесия и стабильности в рамках той или иной социальной общности и общества в целом.
Само по себе наличие этих социокультурных элементов ещё не обеспечивает функционирование социального института. Для того, чтобы он работал, необходимо, чтобы они стали достоянием внутреннего мира личности, были интернализованы ими в процессе социализации, воплотились в форму социальных ролей и статусов. Интернализация индивидами всех социокультурных элементов, формирования на их основе системы потребностей личности, ценностных ориентаций и ожиданий является вторым важнейшим элементом институционализации.
- Третьим важнейшим элементом институционализации является организационное оформление социального института. Внешне социальный институт представляет собой совокупность организаций, учреждений, лиц, снабжённых определёнными материальными средствами и выполняющими определённую социальную функцию. Так, институт высшего образования приводится в действие социальным корпусом преподавателей, обслуживающего персонала, чиновников, которые действуют в рамках таких учреждений, как вузы, министерство или Госкомитет по высшей школе и так далее, которые для своей деятельности располагают определёнными материальными ценностями (зданиями, финансами и так далее).

Таким образом, социальные институты — это социальные механизмы, устойчивые ценностно-нормативные комплексы, регулирующие разные сферы социальной жизни (брак, семья, собственность, религия), которые мало восприимчивы к изменениям личностных характеристик людей. Но они приводятся в действие людьми, осуществляющими свою деятельность, «играющими» по их правилам. Так, понятие «институт моногамной семьи» подразумевает не отдельную семью, а комплекс норм, реализующийся в бесчисленном множестве семей определённого вида.
Институционализации, как показывают П. Бергер и Т. Лукман, предшествует процесс хабитуализации, или «опривычивания» повседневных действий, приводящий к формированию образцов деятельности, которые в дальнейшем воспринимаются как естественные и нормальные для данного рода занятий или решения типичных в данных ситуациях проблем. Образцы действий выступают, в свою очередь, основой для формирования социальных институтов, которые описываются в виде объективных социальных фактов и воспринимаются наблюдателем как «социальная реальность» (или социальная структура). Эти тенденции сопровождаются процедурами сигнификации (процесс создания, употребления знаков и фиксации значений и смыслов в них) и формируют систему социальных значений, которые, складываясь в смысловые связи, фиксируются в естественном языке. Сигнификация служит целям легитимации (признание правомочным, общественно признанным, законным) социального порядка, то есть оправдания и обоснования привычных способов преодоления хаоса деструктивных сил, угрожающих подорвать стабильные идеализации повседневной жизни.
С возникновением и существованием социальных институтов связано формирование в каждом индивидууме особого набора социокультурных диспозиций (габитуса), практических схем действования, ставших для индивида его внутренний «естественной» потребностью. Благодаря габитусу происходит включение индивидов в деятельность социальных институтов. Социальные институты поэтому — это не просто механизмы, а «своеобразные „фабрики смыслов“, задающие не только образцы человеческих взаимодействий, но и способы осмысления, понимания социальной реальности и самих людей».

## Структура и функции социальных институтов

### Структура
Понятие социальный институт предполагает:
- наличие в обществе потребности и её удовлетворение механизмом воспроизводства социальных практик и отношений;
- эти механизмы, являясь над индивидуальными образованиями, выступают в виде ценностно-нормативных комплексов, регулирующих общественную жизнь в целом либо отдельную её сферу, но во благо целого;

В их структуре заключены:
- ролевые модели поведения и статусы (предписания их исполнения);
- их обоснование (теоретическое, идеологическое, религиозное, мифологическое) в виде категориальной сетки, задающая «естественное» видение мира;
- средства трансляции социального опыта (материальные, идеальные и символические), а также меры, стимулирующие одно поведение и репрессирующие другое, инструменты поддержания институционального порядка;
- социальные позиции — сами институты представляют собой социальную позицию («пустых» социальных позиций не бывает, поэтому вопрос о субъектах социальных институтов отпадает).

Кроме того, предполагают наличие определённых социальных позиций «профессионалов», способных приводить этот механизм в действие, играя по его правилам, включая целую систему их подготовки, воспроизводства и поддержания.
Чтобы не обозначать разными терминами одни и те же понятия и избежать терминологической путаницы, под социальными институтами следует понимать не коллективных субъектов, не социальные группы и не организации, а особые социальные механизмы, обеспечивающие воспроизводство определённых социальных практик и социальных отношений. А коллективных субъектов все же следует именовать «социальные общности», «социальные группы» и «социальные организации».
- «Социальные институты — это организации и группы, в которых протекает жизнедеятельность членов сообщества и которые, в то же время, выполняют функции организации и управления этой жизнедеятельностью» Ильясов Ф. Н. Словарь социальных исследований. .

### Функции
У каждого социального института есть главная функция, определяющая его «лицо», связанная с его главной социальной ролью по закреплению и воспроизводству определённых социальных практик и отношений. Если это армия, то её роль состоит в обеспечении военно-политической безопасности страны путём участия в боевых действиях и демонстрации своей военной мощи. Помимо неё есть и другие явные функции, в той или иной степени свойственные всем социальным институтам, обеспечивающие выполнение главной.
Наряду с явными, существуют ещё и неявные — латентные (скрытые) функции. Так, Советская Армия в своё время выполняла ряд скрытых несвойственных ей государственных задач — народно-хозяйственных, пенитенциарных, братской помощи «третьим странам», усмирения и подавления массовых беспорядков, народного недовольства и контрреволюционных путчей как внутри страны, так и в странах соцлагеря.
Явные функции институтов являются необходимыми. Они формируются и декларируются в кодексах и закреплены в системе статусов и ролей. Латентные функции выражаются в непредусмотренных результатах деятельности институтов или лиц, представляющих их. Так, демократическое государство, установившееся в России в начале 90-х годов, через парламент, правительство и президента стремились улучшить жизнь народа, создать в обществе цивилизованные отношения и внушить гражданам уважение к закону. Таковы были явные цели и задачи. На самом же деле в стране вырос уровень преступности, а уровень жизни населения упал. Таковы результаты латентных функций институтов власти. Явные функции свидетельствуют о том, чего хотели добиться люди в рамках того или иного института, а латентные — о том, что из этого получилось.
Выявление латентных функций социальных институтов позволяет не только создать объективную картину социальной жизни, но и даёт возможность минимизировать их негативное и усилить позитивное влияние с тем, чтобы осуществлять контроль и управлять протекающими в ней процессами.
Социальные институты в общественной жизни выполняют следующие функции или задачи:
- обеспечивают возможность удовлетворить индивидам, социальным общностям и группам различные свои потребности;
- регулируют действие индивидов в рамках социальных отношений, стимулируя желательное и репрессируя нежелательное поведение;
- определяют и поддерживают общий социальный порядок системой своих социальных регуляторов и осуществляют воспроизводство безличных общественных функций (то есть такие функции, которые выполняются всегда одним и тем же способом, независимо от личных черт и интересов человечества);
- производят интеграцию стремлений, действий и отношений индивидов и обеспечивают внутреннюю сплочённость общности[21].

Совокупность этих социальных функций складывается в общие социальные функции социальных институтов как определённых видов социальной системы. Эти функции очень многообразны. Социологи разных направлений стремились как-то классифицировать их, представить в виде определённой упорядоченной системы. Наиболее полную и интересную классификацию представила так называемая «институциональная школа». Представители институциональной школы в социологии (С. Липсет, Д. Ландберг и др.) выделили четыре основных функции социальных институтов:
- Воспроизводство членов общества. Главным институтом, выполняющим эту функцию, является семья, но к ней причастны и другие социальные институты, такие, как государство.
- Социализация — передача индивидам установленных в данном обществе образцов поведения и способов деятельности — институты семьи, образования, религии и др.
- Производство и распределение. Обеспечиваются экономическо-социальными институтами управления и контроля — органы власти.
- Функции управления и контроля осуществляются через систему социальных норм и предписаний, реализующих соответствующие типы поведения: моральные и правовые нормы, обычаи, административные решения и так далее. Социальные институты управляют поведением индивида через систему санкций.

Кроме решения своих специфических задач, каждый социальный институт выполняет универсальные, свойственные всем им функции. К числу общих для всех социальных институтов функций можно отнести следующие:
1. Функция закрепления и воспроизводства общественных отношений. Каждый институт располагает набором норм и правил поведения, закреплённых, стандартизирующих поведение своих участников и делающих это поведение предсказуемым. Социальный контроль обеспечивает порядок и рамки, в которых должна протекать деятельность каждого члена института. Тем самым институт обеспечивает устойчивость структуры общества. Кодекс института семьи предполагает, что члены общества делятся на устойчивые малые группы — семьи. Социальный контроль обеспечивает состояние стабильности каждой семьи, ограничивает возможность её распада.
2. Регулятивная функция. Она обеспечивает регулирование взаимоотношений между членами общества путём выработки образцов и шаблонов поведения. Вся жизнь человека протекает при участии разных социальных институтов, но каждый социальный институт регламентирует деятельность. Следовательно, человек с помощью социальных институтов демонстрирует предсказуемость и стандартное поведение, выполняет ролевые требования и ожидания.
3. Интегративная функция. Эта функция обеспечивает сплочённость, взаимозависимость и взаимную ответственность членов. Это происходит под воздействием институализированных норм, ценностей, правил, системы ролей и санкций. Она упорядочивает систему взаимодействий, что приводит к повышению устойчивости и целостности элементов социальной структуры.
4. Транслирующая функция. Общество не может развиваться без передачи социального опыта. Каждый институт для своего нормального функционирования нуждается в приходе новых людей, усвоивших его правила. Это происходит путём изменения социальных границ института и смены поколений. Следовательно, в каждом институте предусмотрен механизм социализации к его ценностям, нормам, ролям.
5. Коммуникативные функции. Информация, произведённая институтом должна распространяться как внутри института (с целью управления и контроля за соблюдением социальных норм), так и во взаимодействии между институтами. Эта функция имеет свою специфику — формальные связи. У института средств массовой информации — это основная функция. Научные учреждения активно воспринимают информацию. Коммуникативные возможности институтов неодинаковы: одним они присущи в большей степени, другим — в меньшей.

### Функциональные качества
Социальные институты отличаются друг от друга своими функциональными качествами:
- Политические институты — государство, партии, профсоюзы и другого рода общественные организации, преследующие политические цели, направленные на установление и поддержание определённой формы политической власти. Их совокупность составляет политическую систему данного общества. Политические институты обеспечивают воспроизводство и устойчивое сохранение идеологических ценностей, стабилизируют доминирующие в обществе социально-классовые структуры.
- Социокультурные и воспитательные институты ставят целью освоение и последующее воспроизводство культурных и социальных ценностей, включение индивидов в определённую субкультуру, а также социализацию индивидов через усвоение устойчивых социокультурных стандартов поведения и, наконец, защиту определённых ценностей и норм.
- Нормативно-ориентирующие — механизмы морально-этической ориентации и регуляции поведения индивидов. Их цель — придать поведению и мотивации нравственную аргументацию, этическую основу. Эти институты утверждают в сообществе императивные общечеловеческие ценности, специальные кодексы и этику поведения.
- Нормативно-санкционирующие — общественно-социальную регуляцию поведения на основе норм, правил и предписаний, закреплённых в юридических и административных актах. Обязательность норм обеспечивается принудительной силой государства и системой соответствующих санкций.
- Церемониально-символические и ситуационно-конвенциональные институты. Эти институты основаны на более или менее длительном принятии конвенциональных (по договору) норм, их официальном и неофициальном закреплении. Эти нормы регулируют повседневные контакты, разнообразные акты группового и межгруппового поведения. Они определяют порядок и способ взаимного поведения, регламентируют методы передачи и обмена информацией, приветствия, обращения и так далее, регламент собраний, заседаний, деятельность объединений.

### Дисфункция социального института
Нарушение нормативного взаимодействия с социальной средой, в качестве которой выступает общество или сообщество, называется дисфункцией социального института. Как отмечалось ранее, основой формирования и функционирования конкретного социального института является удовлетворение той или иной социальной потребности. В условиях интенсивного протекания общественных процессов, ускорения темпов социальных перемен может возникнуть ситуация, когда изменившиеся общественные потребности не находят адекватного отражения в структуре и функциях соответствующих социальных институтов. В результате в их деятельности может возникнуть дисфункция. С содержательной точки зрения, дисфункция выражается в неясности целей деятельности института, неопределённости функций, в падении его социального престижа и авторитета, вырождении его отдельных функций в «символическую», ритуальную деятельность, то есть деятельность, не направленную на достижение рациональной цели.
Одним из явных выражений дисфункции социального института является персонализация его деятельности. Социальный институт, как известно, функционирует по своим, объективно действующим механизмам, где каждый человек, на основе норм и образцов поведения, в соответствии со своим статусом, играет определённые роли. Персонализация социального института означает, что он перестаёт действовать в соответствии с объективными потребностями и объективно установленными целями, меняя свои функции в зависимости от интересов отдельных лиц, их персональных качеств и свойств.
Неудовлетворённая общественная потребность может вызвать к жизни стихийное появление нормативно неурегулированных видов деятельности, стремящихся восполнить дисфункцию института, однако за счёт нарушения существующих норм и правил. В своих крайних формах активность подобного рода может выражаться в противоправной деятельности. Так, дисфункция некоторых экономических институтов выступает причиной существования так называемой «теневой экономики», выливается в спекуляцию, взяточничество, кражи и другие преступления. Исправление дисфункции может быть достигнуто изменением самого социального института или же созданием нового социального института, удовлетворяющего данную общественную потребность.

### Формальные и неформальные социальные институты
Социальные институты так же, как и социальные отношения, которые они воспроизводят и регулируют, могут быть формальными и неформальными.
- Формальные институты — это институты, в которых объём функций, средства и методы функционирования регулируются предписаниями законов или иных нормативных правовых актов, формально утверждённых распоряжений, установлений, правил, уставов и так далее. К формальным социальным институтам относятся государство, суд, армия, семья, школа и тому подобные. Свои управленческие и контрольные функции они осуществляют на основе строго установленных формальных регламентов, негативных и позитивных санкций. Формальные институты играют важную роль в стабилизации и консолидации современного общества. «Если социальные институты — могучие канаты системы социальных связей, то формальные социальные институты — это достаточно прочный и гибкий металлический каркас, определяющий прочность общества»[24].
- Неформальные институты — это институты, в которых функции, средства и методы деятельности не установлены формальными правилами (то есть чётко не определены и не закреплены в специальных законодательных и других нормативных актах). Несмотря на это, неформальные институты так же, как и формальные, выполняют управленческие и контрольные функции в самом широком социальном спектре, так как являются результатом коллективного творчества, самодеятельности и волеизъявления граждан (объединения по интересам, различные досуговые и др.). Социальный контроль в таких институтах осуществляется на основе неформальных санкций, То есть с помощью норм, зафиксированных в общественном мнении, традициях, обычаях. Подобные санкции (общественное мнение, обычаи, традиции) часто бывают более эффективным средством контроля за поведением людей, чем нормы права или другие формальные санкции. Порой люди предпочитают наказание со стороны представителей власти или официального руководства, чем негласное осуждение друзей, коллег по работе, родных и близких[25].

### Классификация социальных институтов
Помимо разделения на формальные и неформальные социальные институты современные исследователи выделяют конвенции (или «стратегии»), нормы и правила. Конвенцией является общепринятое предписание: например, «в случае обрыва телефонной связи перезванивает тот, кто звонил». Конвенции поддерживают воспроизводство социального поведения. Норма подразумевает запрет, требование или разрешение. Правило предусматривает санкции за нарушения, следовательно, наличие в обществе мониторинга и контроля за поведением. Развитие институтов связано с переходом правила в конвенцию, то есть с расширением использования института и постепенным отказом в социуме от принуждения к его исполнению.
Реляционные институты (например, страхование, труд, производство) определяют ролевую структуру общества на основании определённого набора признаков. Объектами этих социальных институтов являются ролевые группы (страхователей и страховщиков, производителей и наёмных работников и так далее).
Регулятивные институты определяют границы независимости личности (се независимых действий) для достижения собственных целей. К этой группе относятся институты государства, власти, социальной защиты, бизнеса, здравоохранения.
В процессе развития социальный институт экономики меняет свою форму и может относиться к группе либо эндогенных, либо экзогенных институтов.
Эндогенные (или внутренние) социальные институты характеризуют состояние морального устаревания института, требующее его реорганизации или углублённой специализации деятельности, например институты кредита, денег, устаревающие со временем и нуждающиеся во внедрении новых форм развития.
Экзогенные институты отражают действие на социальный институт внешних факторов, элементов культуры или характера личности руководителя (лидера) организации, например изменения, происходящие в социальном институте налогов под влиянием уровня налоговой культуры налогоплательщиков, уровня деловой и профессиональной культуры руководителей этого социального института.

## Роль в развитии общества
По мнению американских исследователей Дарона Аджемоглу и Джеймса Робинсона именно характер общественных институтов, существующих в той или иной стране, определяет успех или провал развития данной страны, доказательству этого утверждения посвящена их книга Why Nations Fail, изданная в 2012 году.
Рассмотрев примеры множества стран мира, учёные пришли к выводу, что определяющим и необходимым условием развития любой страны выступает наличие общественных институтов, которые они назвали инклюзивными (англ. Inclusive institutions). Примерами таких стран являются все развитые демократические страны мира. И наоборот, страны, где общественные институты носят закрытый характер, обречены на отставание и упадок. Общественные институты в таких странах, по мнению исследователей, служат лишь обогащению элит, контролирующих доступ к этим институтам, — это так называемые экстрактивные институты (англ. extractive institutions). По мнению авторов, экономическое развитие общества невозможно без опережающего политического развития, то есть без становления общедоступных политических институтов.

## Сноски и примечания
1. ↑  Scott et al., 2006, pp. 90—91.
2. ↑  Scott et al., 2006, p. 91.
3. ↑  Гидденс, 2005, с. 48.
4. ↑  Spencer H. First principles. N.Y., 1898. S.46.
5. ↑  Маркс К. П. В. Анненкову, 28 декабря 1846 г. // Маркс К., Энгельс Ф. Соч. Изд. 2-е. Т. 27.С. 406.
6. ↑  Маркс К. К критике гегелевской философии права // Маркс К., Энгельс Ф. Соч. Изд. 2-е. Т.9. С. 263.
7. ↑  см.: Durkheim É. Les formes élémentaires de la vie religieuse : le système totémique en Australie. Paris, 1960
8. ↑  Веблен Т. Теория праздного класса. — М., 1984. С. 200—201.
9. ↑  Scott, Richard, 2001, Institutions and Organisations, London: Sage.
10. ↑  Social Institutions Архивная копия от 26 февраля 2022 на Wayback Machine // Stanford Encyclopaedia of Philosophy
11. ↑  См. Там же.
12. ↑  Основы социологии: Курс лекций / [ А. И. Антолов, В. Я. Нечаев, Л. В. Пиковский и др.]: Отв. ред. \.Г.Эфендиев. — М, 1993. С.130
13. ↑  Acemoglu, Robinson
14. ↑  Теория институциональных матриц: в поисках новой парадигмы. // Журнал социологии и социальной антропологии. № 1, 2001.
15. ↑  Фролов С. С. Социология. Учебник. Для высших учебных заведений. Раздел III. Социальные взаимосвязи. Глава 3. Социальные институты. — М.: Наука, 1994.
16. ↑  Грицанов А. А. Энциклопедия социологии. — М.: Издательство «Книжный Дом», 2003. — С. 125.
17. ↑  См. подробнее: Бергер П., Лукман Т. Социальное конструирование реальности: Трактат по социологии знания. — М.: Медиум, 1995.
18. ↑  Кожевников С. Б. Социум в структурах жизненного мира: методологический инструментарий исследования // Социологический журнал. — 2008. — № 2. — С. 81—82.
19. ↑  Бурдьё П. Структура, габитус, практика // Журнал социологии и социальной антропологии. — Том I, 1998. — № 2.
20. ↑  Лекторский В. А. // Предисловие Знание в связях социальности. 2003: Сборник. Дата обращения: 14 августа 2012. Архивировано 4 марта 2016 года.
21. ↑  См. Щепаньский Я. Элементарные понятия социологии / Пер. с польск. — Новосибирск: Наука. Сиб. отд-ние, 1967. — С. 106].
22. ↑  См. Радугин А. А., Радугин К. А. Социология: Курс лекций: Для студентов и преподавателей вузов, техникумов и учащихся старших классов школ, колледжей, гимназий, лицеев. — М.: «Владос», 1995. — С. 124.
23. ↑  См. об этом подробнее: Андреев Ю. П., Коржевская Н. М., Костина Н. Б. Социальные институты: содержание, функции, структура. — Свердловск: Изд-во Урал. ун-та, 1989. — С. 19—27; Фролов С. С. Социология: [Учебник для высш.учеб.заведений] — 2-е изд., перераб. и доп. — М.: Издательская корпорация «Логос», 1996. — С. 173—175.
24. ↑  Основы социологии: Курс лекций / [А. И. Антонов, В. Я. Нечаев, Л. В. Пиковский и др.]: Отв. ред. Г. Эфендиев. — М., 1993. — С. 133—134.
25. ↑  см. Социология: Учеб. пособ. для студентов высш. учеб. заведений / [А. Н. Елсуков, Е. М. Бабосов, А. Н. Данилов и др.; Под ред. А. Н. Елсукова (отв. ред.) и др.]. — Минск, 1998. — С. 119.
26. ↑  См. подробнее: Ostrom E., Crafword S. E. S. A Grammar of Institutions. Understanding Institutional Diversity, ed. E. Ostrom. Princeton, NJ: Princeton University Press, 2005, pp. 137-74.
27. ↑  Барбашин М. Ю. Институты и идентичность: методологические возможности теории институционального распада в современных социальных исследованиях // Журнал социологии и социальной антропологии. — 2014. — Т. XVII, № 4(75). — С. 178—188. Архивировано 2 апреля 2015 года.
28. ↑  Thomas L. Friedman «Why Nations Fail» Архивная копия от 1 января 2017 на Wayback Machine // The New York Times, 31 March 2012.
29. ↑  D. Acemoglu, J. Robinson The Colonial Origins of Comparative Development: An Empirical Investigation // The American Economic Review[англ.], Vol. 91, No. 5 (Dec. , 2001), pp. 1369—1401
30. ↑  Аджемоглу, Робинсон, 2016, с. 11—16.